# Chaconia alutacea
Chaconia alutacea är en svampart som beskrevs av Juel 1897. Chaconia alutacea ingår i släktet Chaconia och familjen Chaconiaceae.   Inga underarter finns listade i Catalogue of Life.